# Herning község
Herning község (dánul: Herning Kommune) Dánia 98 községének (kommune, helyi önkormányzattal rendelkező közigazgatási egység) egyike. A Midtjylland régióban található. Herning község Ringkøbing-Skjern, Holstebro, Viborg, Ikast-Brande és Billund községekkel határos. Lakosainak száma 87 593 fő (2016).